# Poul Reumert

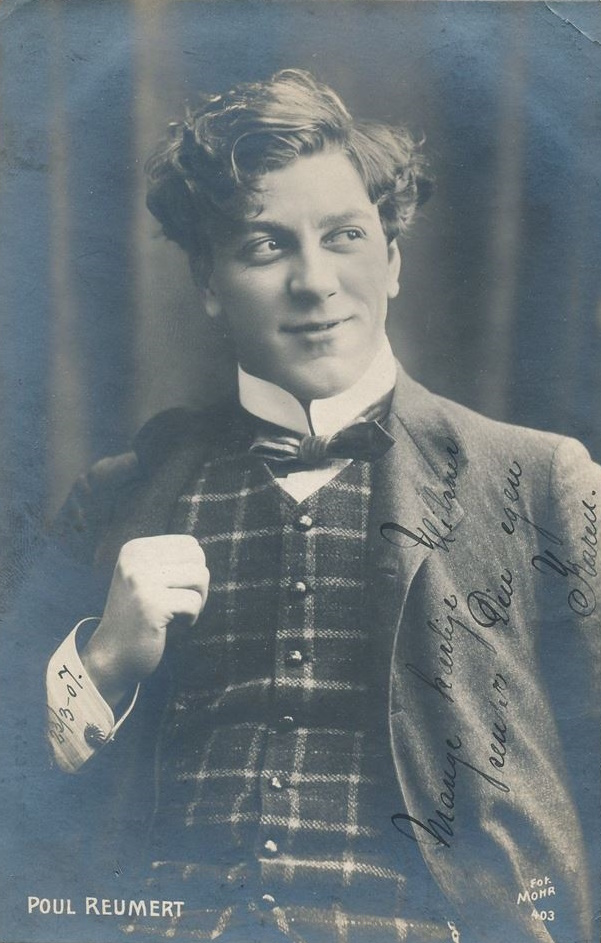
Roumert, 1907

Poul Hagen Reumert (* 26. März 1883 in Kopenhagen, Dänemark; † 19. April 1968 ebenda) war ein dänischer Schauspieler bei Bühne und Film.

## Leben und Wirken
Der Sohn des Schauspielers Elith Reumert (1855–1934) hatte sich 1901 als Schauspielschüler am Königlichen Theater (Det kongelige Teater) seiner Heimatstadt ausbilden lassen und im darauf folgenden Jahr seinen Bühneneinstand gegeben. In diesem Jahr (1902) schloss er sich dem Kopenhagener Folketeatret an, dem er bis 1908 die Treue hielt. Dann wechselte Reumert an Det nye Teater, wo man ihn bevorzugt mit komischen Rollen in Opern- und Operettenaufführungen bedachte. Mit seinem Wechsel an das Königliche Theater (Det kongelige Teater) konnte Reumert in den Jahren 1911 bis 1919 auch seine Kunst in klassischen Sprechrollen unter Beweis stellen, hielt aber auch weiterhin dem komischen Fach die Treue. Ganz en passant gab er 1910 einen für seine Filmkarriere bedeutsamen Einstand vor der Kamera: In dem Drama Abgründe übernahm er die männliche Hauptrolle des Zirkusartisten Rudolf Stern an der Seite einer weiteren Debütantin, dem späteren Leinwandidol Asta Nielsen. Dieser Film wurde ein Welterfolg.
Trotz weiterer Filmrollen – zunächst im frühen Stummfilm bis 1923, seit 1939 auch rund zehn Jahre lang in Tonfilmen, wo er bevorzugt als Honoratior (Professor, Direktor, Fabrikant und einmal sogar als Kronprinz) besetzt wurde – blieb Poul Reumert bis zuletzt primär ein Mann des Theaters. Er gehörte von 1919 bis 1922 dem Ensemble des Dagmarteatret an, ging jedoch 1922 an das Königliche Theater zurück, um 1930, aus Protest gegenüber dem Amtsantritt von Adam Poulsen, erneut diese berühmteste Spielstätte Dänemarks zu verlassen. Es folgten weitere sieben Jahre, die Reumert am Dagmarteatret verbrachte. 1937 kehrte Reumert endgültig an das Königliche Theater zurück und blieb ausschließlich dieser Spielstätte bis zu seiner letzten Vorstellung 30 Jahre später verbunden. In seiner rund Zweidrittel des 20. Jahrhunderts umfassenden Theaterlaufbahn sah man ihn unter anderem als Polonius in Shakespeares Hamlet, als Shylock in Der Kaufmann von Venedig desselben Dichters, als Arnolphe in Molières Die Schule der Frauen, als Jeronimus in Holbergs Mascarade, als Herman in Den politiske Kandestøber desselben dänischen Dichters, als Pastor Manders in Ibsens Gespenster, als Daniel Hejre in Der Bund der Jugend desselben Dichters, als Swedenhielm in Bergmans Swedenhielms, als Triquet in Tschaikowskis Oper Eugen Onegin und als Haushofmeister in Richard Straussens Oper Ariadne auf Naxos. Besonderen Erfolg feierte Poul Reumert mit seiner Interpretation des Peer Gynt.
Seine Karriere auf der Bühne beendete Reumert knapp ein Jahr vor seinem Tode, am 31. Mai 1967, anlässlich einer königlichen Vorstellung zu Ehren der Eheschließung der späteren Königin Margrethe II. von Dänemark. Letztmals vor die Kamera trat der Kinoveteran 80-jährig an der Seite einer weiteren Leinwandveteranin, Clara Pontoppidan, in einem 1963 für das Fernsehen bearbeiteten Familiendrama. Poul Reumert gilt in seinem Land als der bedeutendste heimische Schauspieler seiner Zeit.

## Weiteres
Er wurde am 4. Dezember 1933 von König Christian X. von Dänemark mit der dänischen Verdienstmedaille Ingenio et arti ausgezeichnet.
Reumert hat auch zwei Bücher über die Schauspielkunst verfasst, „Masker og Mennesker“ (1959) und „Teaterets Kunst“ (1963).
Der mit diversen Auszeichnungen und Ehrungen bedachte Künstler war mehrfach verheiratet, zuletzt (seit 1932) 31 Jahre lang, bis zu ihrem Tode bei einem Flugzeugunglück 1963, mit der isländischen Berufskollegin Anna Borg (1903–1963).
Reumert zu Ehren wird seit 1998 in mehreren Kategorien der Theaterpreis „Årets Reumert“ verliehen.

## Filmografie
- 1910: Abgründe (Afgrunden)
- 1911: Gennem kamp til sehr
- 1911: Den store flyver
- 1912: Livets baal
- 1912: Manegens stjerne
- 1912: Den sorte kansler
- 1913: Bristet lykke
- 1914: Under skæbnens hjul
- 1914: Ansigtet bag ruden
- 1915: Flyverspionen
- 1916: Det røde Alfabet
- 1916: Doktor Mors
- 1917: Et Expres-Giftermaal
- 1921: Hexen (Häxan)
- 1922: David Copperfield (David Copperfield)
- 1923: Lasse Månsson fra Skaane
- 1930: Poul Reumert (Kurzfilm)
- 1939: Den gamle præst
- 1941: Frøken Kirkemus
- 1942: Søren Søndervold
- 1942: Entgleiste Menschen (Afsporet)
- 1943: Det brændende spørgsmål
- 1943: Det ender med bryllup
- 1944: De tre skolekammerater
- 1944: Otte akkorder
- 1945: De er kloge, vi er gale
- 1945: Affæren Birte
- 1946: Familien Swedenhielm
- 1949: For frihed og ret
- 1959: Herr Sleeman komme (Fernsehfilm)
- 1960: Kærlighed (Fernsehfilm)
- 1962: Før Cannae (Fernsehfilm)
- 1963: Indenfor murene (Fernsehfilm)